# ديتفورت
ديرفورت آن در آلتمول (بالألمانية: Dietfurt) هي بلدة ألمانية تقع في ألمانيا في مقاطعة نويماركت إن دير أوبربفالتز ‏. يقدر عدد سكانها بـ 6,071 نسمة .